# Grand Prix International de Douala 2023
Der Grand Prix International de Douala 2023 war eine Leichtathletik-Veranstaltung, die am 26. März im Stade de la Réunification in der kamerunischen Stadt Douala stattfand. Sie war Teil der World Athletics Continental Tour und zählte zu den Silber-Meetings.

## Resultate

### Männer

#### 100 m
| Platz | Athlet                    | Land | Zeit (s) |
| ----- | ------------------------- | ---- | -------- |
| 1     | Emmanuel Eseme            | CMR  | 10,2     |
| 2     | Micaiah Harris            | USA  | 10,3     |
| 3     | Oliver Mwimba             | COD  | 10,3     |
| 4     | Frank Hoye Moukoula Wissy | GAB  | 10,5     |
| 5     | Claude Itoungue Bogognie  | CMR  | 10,5     |
| 6     | Raphael Ngaguele Mberlina | CMR  | 10,6     |
| 7     | Dominique Mulamba         | COD  | 10,6     |
| 8     | Ibrahi̇ma Hamayadjia       | CMR  | 10,8     |
| 9     | Idriss José Lele Nkoagne  | CMR  | 10,9     |

#### 200 m
| Platz | Athlet                    | Land | Zeit (s) |
| ----- | ------------------------- | ---- | -------- |
| 1     | Micaiah Harris            | USA  | 20,6     |
| 2     | Emmanuel Eseme            | CMR  | 21,22    |
| 3     | Dominique Mulamba         | COD  | 20,8     |
| 4     | Claude Itoungue Bogognie  | CMR  | 21,1     |
| 5     | Frank Hoye Moukoula Wissy | GAB  | 21,2     |
| 6     | Raphael Ngaguele Mberlina | CMR  | 21,3     |
| 7     | Hamayadji Ibrahima        | CMR  | 21,4     |

Wind: +0,2 m/s

#### 400 m
| Platz | Athlet                   | Land | Zeit (s) |
| ----- | ------------------------ | ---- | -------- |
| 1     | Gilles Biron             | FRA  | 46,5     |
| 2     | Aboubakar Tetnap Nsangou | CMR  | 49,3     |
| 3     | Evariste Nana Kuate      | CMR  | 49,5     |
| 4     | Abdras Nkembe            | CMR  | 49,9     |
| 5     | Martial Prime Etoa       | CMR  | 50,3     |
| 6     | Haman Adraman            | CMR  | 50,4     |
| 7     | Joseph Goya Zakana       | CMR  | 50,5     |
| 8     | Abdoulrahim Mahamat      | CHA  | 51,3     |

#### 800 m
| Platz | Athlet              | Land | Zeit (min) |
| ----- | ------------------- | ---- | ---------- |
| 1     | Abdo-Razak Hassan   | DJI  | 1:50,2     |
| 2     | Aboubakar Soudi     | CMR  | 1:54,3     |
| 3     | Médard Behodjingar  | CHA  | 1:56,6     |
| 4     | Jacques Brulet Doua | CMR  | 1:57,1     |
| 5     | André Abba Sali     | CMR  | 1:57,5     |
| 6     | Herman Dasse        | CMR  | 1:58,5     |
| 7     | Sammy Carlos Engolo | CMR  | 2:05,5     |

#### 5000 m
| Platz | Athlet                  | Land | Zeit (min) |
| ----- | ----------------------- | ---- | ---------- |
| 1     | Mohamed Ismail Ibrahim  | DJI  | 14:07,0    |
| 2     | Ayanleh Abdi Abdillahi  | DJI  | 14:09,4    |
| 3     | André Yainam            | CMR  | 14:55,4    |
| 4     | Ivano Tchinda Ngouffo   | CMR  | 15:05,2    |
| 5     | Pierre Tchogah Djakding | CMR  | 15:56,6    |

#### 110 m Hürden
| Platz | Athlet                 | Land | Zeit (s) |
| ----- | ---------------------- | ---- | -------- |
| 1     | Louis François Mendy   | SEN  | 13,5     |
| 2     | Matteo Ngo             | FRA  | 13,8     |
| 3     | Raymond Nkwemy Tchomfa | CMR  | 15,0     |

#### Weitsprung
| Platz | Athletin               | Land | Weite (m) |
| ----- | ---------------------- | ---- | --------- |
| 1     | Amath Faye             | SEN  | 7,72      |
| 2     | Apollinaire Yinra      | CMR  | 7,48      |
| 3     | Konu Bernard Komi      | CIV  | 7,45      |
| 4     | Raymond Nkwemy Tchomfa | CMR  | 7,44      |
| 5     | Soumaîla Sabo          | BFA  | 7,11      |

#### Kugelstoßen
| Platz | Athlet                  | Land | Weite (m) |
| ----- | ----------------------- | ---- | --------- |
| 1     | Billy Takougoum Kuitche | CMR  | 16,40     |
| 2     | Lucien Wangba           | CMR  | 15,02     |
| 3     | Ferdinand Hintangui     | CMR  | 14,79     |

### Frauen

#### 100 m
| Platz | Athlet                   | Land | Zeit (s) |
| ----- | ------------------------ | ---- | -------- |
| 1     | Gina Bass                | GAM  | 11,1     |
| 2     | Madina Touré             | BFA  | 11,5     |
| 3     | Maria Thompson Omokwe    | NGR  | 11,6     |
| 4     | Akouvi Judith Koumedzina | TOG  | 11,7     |
| 5     | Irene Bell Bonong        | CMR  | 11,9     |
| 6     | Stéphanie Njuh Nsella    | CMR  | 12,1     |
| 7     | Françoise Kumi           | COD  | 12,1     |

#### 200 m
| Platz | Athlet                | Land | Zeit (s) |
| ----- | --------------------- | ---- | -------- |
| 1     | Gina Bass             | GAM  | 23,2     |
| 2     | Madina Touré          | BFA  | 23,6     |
| 3     | Linda Angounou        | CMR  | 24,0     |
| 4     | Maria Thompson Omokwe | NGR  | 24,5     |
| 5     | Irene Bell Bonong     | CMR  | 24,8     |
| 6     | Marine Mignon         | FRA  | 24,8     |

#### 800 m
| Platz | Athlet             | Land | Zeit (min) |
| ----- | ------------------ | ---- | ---------- |
| 1     | Firezewid Tesfaye  | CMR  | 2:04,4     |
| 2     | Zourah Ali         | DJI  | 2:06,3     |
| 3     | Adèle Mafogang     | CMR  | 2:17,01    |
| 4     | Cinnamome Sen Biyo | CMR  | 2:18,3     |

#### 400 m Hürden
| Platz | Athlet                | Land | Zeit (s) |
| ----- | --------------------- | ---- | -------- |
| 1     | Linda Angounou        | CMR  | 57,8     |
| 2     | Sita Sibiri           | BFA  | 60,0     |
| 3     | Adèle Mafogang        | CMR  | 61,1     |
| 4     | Patrone Kouvoutoukila | CGO  | 62,1     |
| 5     | Akuvi Davito Oloh     | TOG  | 63,4     |

#### Hochsprung
| Platz | Athletin                  | Land | Höhe (m) |
| ----- | ------------------------- | ---- | -------- |
| 1     | Kevine Linda Kouoche      | CMR  | 1,70     |
| 2     | Justice Aimee Tono Ondobo | CMR  | 1,60     |
| 3     | Adèle Mafogang            | CMR  | 1,60     |

#### Weitsprung
| Platz | Athletin                  | Land | Weite (m) |
| ----- | ------------------------- | ---- | --------- |
| 1     | Saly Sarr                 | SEN  | 6,06      |
| 2     | Michelle Fokam            | USA  | 6,02      |
| 3     | Véronique Kossenda Rey    | CMR  | 5,94      |
| 4     | Fayza Issaka Abdou Kerim  | TOG  | 5,68      |
| 5     | Kevine Linda Kouoche      | CMR  | 5,67      |
| 6     | Justice Aimee Tono Ondobo | CMR  | 5,32      |
| 7     | Blague Ache               | CHA  | 4,89      |

#### Dreisprung
| Platz | Athletin                  | Land | Weite (m) |
| ----- | ------------------------- | ---- | --------- |
| 1     | Saly Sarr                 | SEN  | 13,76     |
| 2     | Véronique Kossenda Rey    | CMR  | 13,40     |
| 3     | Michelle Fokam            | USA  | 12,82     |
| 4     | Fayza Issaka Abdou Kerim  | TOG  | 12,60     |
| 5     | Justice Aimee Tono Ondobo | CMR  | 12,27     |
| 6     | Kevine Linda Kouoche      | CMR  | 12,08     |

#### Kugelstoßen
| Platz | Athletin                    | Land | Weite (m) |
| ----- | --------------------------- | ---- | --------- |
| 1     | Frederick Lemongo Nkoulou   | CMR  | 13,68     |
| 2     | Edith Abona Kompane         | CMR  | 11,85     |
| 3     | Yedi Bangue Elombo          | CMR  | 11,78     |
| 4     | Clarisse Aimée Tatja Kwamen | CMR  | 11,26     |